# Safair
Safair — південноафриканська авіакомпанія зі штаб-квартирою в Кемптон-Парк (Екурхулені, Гаутенг, поблизу Йоганнесбурга, ПАР).
Компанія надає послуги з оренди літаків (сухий і мокрий лізинг), підготовки та перепідготовки льотного складу, технічного та сервісного обслуговування повітряних суден, виконання робіт по забезпеченню безпеки на транспорті, а також виконує чартерні пасажирські і вантажні перевезення, в тому числі в рамках договорів щодо забезпечення роботи мобільних груп швидкої медичної допомоги (санітарна авіація).
Портом приписки авіакомпанії і її головним транзитним вузлом (хабом) є Міжнародний аеропорт імені О. Р. Тамбо в Йоганнесбурзі.

## Історія
Авіакомпанія Safair була заснована в березні 1969 року міжнародною корпорацією Safmarine і почала операційну діяльність 18 березня наступного року. Аж до початку 1990-х років Safair головним чином займалася вантажними перевезеннями на маршрутах регіонального і місцевого значення. У 1991 році авіакомпанія вийшла на ринок технічного та сервісного обслуговування літаків, а також зайнялася нічними чартерними пасажирськими перевезеннями, попутно укладаючи договори з туристичними фірмами країни.
У 1998 році авіакомпанія придбала 49 % власності ірландської компанії Air Contractor, а в грудні того ж року була сама придбана за 40 мільйонів доларів США фінансовою групою «Imperial Holdings». У липні 1999 року Safair поглинула південноафриканську чартерну авіакомпанію National Airways Corporation і компанію Streamline Aviation, що займалася продажем повітряних суден.
В даний час авіакомпанія повністю належить керуючому холдингу «Aergo Capital Ltd.»

## Флот
Станом на 4 травня 2010 року повітряний флот авіакомпанії Safair складається з таких літаків: